# プロテクション
| 専門評論家によるレビュー | 専門評論家によるレビュー |
| レビュー・スコア         | レビュー・スコア         |
| 出典                     | 評価                     |
| ------------------------ | ------------------------ |
| Allmusic                 | [ 1 ]                    |
| NME                      | [ 2 ]                    |
| Robert Christgau         | A−                       |
| Rolling Stone            | [ 4 ]                    |
| Sputnikmusic             | 4.0/5                    |

『プロテクション』は、ブリストルのトリップ・ホップ集団マッシヴ・アタックの1994年9月26日発表のセカンド・アルバム。
メンバーのトリッキーは、その後1995年にアルバム『マキシンクエイ』でソロ・デビューした。

## サウンド
『ローリング・ストーン』誌は「朝の4時に都会をドライブする時に最適の音楽」として「全時代における最もクールなアルバム」のトップ10に入れた。
R&Bとヒップホップとレゲエとエレクトロニカとクラシック音楽とシンセポップを融合している。デビュー・アルバム『ブルー・ラインズ』と構造は同じである。
『ローリング・ストーン』誌のポール・エヴァンスは三ツ星半をつけ、「クールでセクシー、ダブ音楽とクラブ・ミュージックとソウル音楽を優雅に融合している」と評した。
『死ぬ前に聴くべき1001枚のアルバム』に入った、2枚目で最後のアルバムである。
トリッキーは、KLFの『ドリームタイム・イン・レイク・ジャクソン』をサンプリングした『カーマコーマ』（PVはジョナサン・グレーザーが監督）と、スタートルド・インセクツの『チーター』とリキッド・リキッドの『ロック・グルーヴ・イン』をサンプルした『ユーロチャイルド』でラップした。
ダブDJのマッド・プロフェッサーはこのアルバムをまるごとリミックスし、1995年に『ノー・プロテクション』として発表した。

## 収録曲
1. プロテクション - "Protection"（Vowles /デル・ナジャ/マーシャル/ソーン） -7分51秒：セカンド・シングル1995年1月9日
2. カーマコーマ - "Karmacoma"（Vowles /デル・ナジャ/マーシャル/トリッキー/ノーフォーク/ロック） - 5分16秒：三枚目のシングル1995年3月20日
3. スリー - "Three"（Vowles /デル・ナジャ/マーシャル/フーパー/ Suwoton） - 3分49秒
4. ウェザー・ストーム - "Weather Storm"（Vowles /デル・ナジャ/マーシャル/フーパー/アームストロング/ハーモン/ナポレオン/ロイド/マレー） -4分59秒
5. スパイング・グラス - "Spying Glass"（Vowles /デル・ナジャ/マーシャル/フーパー/アンディ） - 5分20秒
6. ベター・シングス - "Better Things"（Vowles /デル・ナジャ/マーシャル/ソーン/ ワット /ブラウン） - 4分13秒
7. ユーロチャイルド - "Eurochild"（Vowles /デル・ナジャ/マーシャル/トリッキー/ノーフォーク/ロック） - 5分11秒
8. スライ - "Sly"（Vowles /デル・ナジャ/マーシャル/フーパー/ Suwoton /ゴールドマン） - 5分24秒：ファースト・シングル1994年10月17日
9. ヒート・マイザー - "Heat Miser"（Vowles /デル・ナジャ/マーシャル/フーパー/デ·フリース） - 3分39秒
10. ライト・マイ・ファイヤー（ライブ音源） - "Light My Fire" (live)（ドアーズのカバー） - 3分15秒

## メンバー
- マッシヴ・アタック - プロデューサー、ミキシング、プログラミング、アートワーク
- ネリー・フーパー - プロデューサー、ミキシング
- マリウス・デ・フリース、アンディ・ライト、インセクツ、ニック・ウォーレン -プログラミング
- ロバート・"3D"・デル・ナジャ、グラント・"ダディーG"・マーシャル、トリッキー、トレイシー・ソーン、ホレス・アンディ、ニコレット - ボーカル
- クレイグ・アームストロング - ピアノ
- チェスター・カーメン - ギター
- ロブ・メリル - ドラム
- マーク・"スパイク"・ステント - ミックス・エンジニア
- ジム・アビス - ミックス・エンジニア
- ジェレミー・"ジム·ボブ"・ホイートリー - 追加エンジニア
- アル・ストーン - 追加エンジニア
- マイク・マーシュ - マスタリング
- マイケル・ナッシュ・アソック - アートワーク
- マシュー・ドナルドソン、ジャン・バティスト・モンディーノ、エディ・モンスーン - 写真

## 参照
1. ↑  https://www.allmusic.com/album/r209434
2. ↑  24 September 1994, p.49
3. ↑  “CG: massive attack”.   Robert Christgau. 2011年12月10日閲覧。
4. ↑  “アーカイブされたコピー”. 2007年10月25日時点のオリジナルよりアーカイブ。2014年9月5日閲覧。
5. ↑  http://musicianforums.com/review/2710/Massive-Attack-Protection/